# سیریل دوورل
سیریل دوورل (انگلیسی: Cyril Deverell; ۹ نوامبر ۱۸۷۴ – ۱۲ مهٔ ۱۹۴۷) فرد نظامی اهل بریتانیا بود. وی همچنین برندهٔ جوایزی همچون نشان حمام و نشان امپراتوری بریتانیا شده‌است.
یک افسر ارتش بریتانیا بود که از سال ۱۹۳۶ تا ۱۹۳۷ به عنوان رئیس ستاد کل امپراتوری، فرمانده حرفه‌ای ارتش بریتانیا، خدمت کرد. پیش از رسیدن به این مقام، او در جنگ چهارم انگلیس و آشانتی و جنگ جهانی اول جنگید و در طول این جنگ‌ها فرماندهی گردان، تیپ و لشکر را بر عهده داشت و بعدها در سال‌های منتهی به جنگ جهانی دوم، به دولت بریتانیا در مورد اهمیت حفظ توانایی تشکیل یک نیروی اعزامی برای عملیات در سرزمین اصلی اروپا مشاوره داد.